# Aspö (Karlskrona)
56°6′52.812″N 15°32′28.233″Ø / 56.11467000°N 15.54117583°Ø
 Ikke at forveksle med Aspö.
Aspö er en ø i Blekinge skärgård ud for Karlskrona, som har et areal på knap otte kvadratkilometer .
Man kommer til Aspö med en færgeoerfart på 23 minuter fra Karlskrona. På Aspö ligger byen Drottningskär og Kystartilleriets museum samt Drottningskärs kastel som også har restaurant. Aspö er en velbsøgt turistø om sommeren.